# Heidewijck
Heidewijck is een gemeentelijk monument aan de Banningstraat 3 in Soesterberg in de provincie Utrecht.
De voormalige dokterswoning werd als zomerhuis gebouwd door architect Jan Stuyt uit Amsterdam. De aanbouw aan de linkerzijde werd in 1959 bijgebouwd.
Het witgepleisterde gebouw heeft elelementen van jugendstil. De dakkapellen zijn golvend of halfrond. Opvallend is de rechter dubbele tuindeur met glas-in-lood vensters. De vensters hebben alle een roedenverdeling. Het houtwerk is geschilderd in wit en groen.